# West Dublin Rhinos
I West Dublin Rhinos sono una squadra di football americano, di Dublino, in Irlanda; fondati nel 2008 come Dublin Rhinos, divennero West Dublin Rhinos l'anno successivo. Hanno vinto uno IAFL1 Bowl.

## Dettaglio stagioni

### Tornei nazionali

#### Campionato

##### IAFL/Shamrock Bowl Conference/AFI Premier Division
| Stagione | regular season | regular season | regular season | regular season | regular season | regular season | playoff | playoff | playoff | playoff | playoff | playoff    | playoff               |
|          | Vin            | Par            | Per            | Tot            | PF             | PS             | Vin     | Per     | Tot     | PF      | PS      | risultato  | avversaria            |
| -------- | -------------- | -------------- | -------------- | -------------- | -------------- | -------------- | ------- | ------- | ------- | ------- | ------- | ---------- | --------------------- |
| 2008     | 1              | 0              | 7              | 8              | 49             | 295            | -       | -       | -       | -       | -       | -          | -                     |
| 2009     | 0              | 1              | 7              | 8              | 54             | 277            | -       | -       | -       | -       | -       | -          | -                     |
| 2010     | 3              | 2              | 3              | 8              | 77             | 170            | 1       | 1       | 2       | 8       | 71      | Semifinale | Dublin Rebels         |
| 2011     | 2              | 0              | 6              | 8              | 68             | 90             | -       | -       | -       | -       | -       | -          | -                     |
| 2012     | 4              | 0              | 4              | 8              | 106            | 111            | 0       | 1       | 1       | 2       | 7       | Wild Card  | Carrickfergus Knights |
| 2013     | 2              | 0              | 6              | 8              | 27             | 138            | -       | -       | -       | -       | -       | -          | -                     |
| 2014     | 3              | 0              | 5              | 8              | 53             | 150            | 0       | 1       | 1       | 6       | 20      | Wild Card  | UL Vikings            |
| 2015     | 1              | 0              | 7              | 8              | 26             | 202            | -       | -       | -       | -       | -       | -          | -                     |
| 2019     | 2              | 0              | 6              | 8              | 94             | 239            | -       | -       | -       | -       | -       | -          | -                     |
| 2022     | 1              | 0              | 7              | 8              | 40             | 270            | -       | -       | -       | -       | -       | -          | -                     |
| Totale   | 19             | 3              | 58             | 80             | 594            | 1942           | 1       | 3       | 4       | 16      | 98      |            |                       |

Fonti: Enciclopedia del Football - A cura di Massimo Mezzetti

##### IAFL1 Conference
| Stagione | regular season | regular season | regular season | regular season | regular season | regular season | playoff | playoff | playoff | playoff | playoff | playoff   | playoff           |
|          | Vin            | Par            | Per            | Tot            | PF             | PS             | Vin     | Per     | Tot     | PF      | PS      | risultato | avversaria        |
| -------- | -------------- | -------------- | -------------- | -------------- | -------------- | -------------- | ------- | ------- | ------- | ------- | ------- | --------- | ----------------- |
| 2016     | 4              | 0              | 4              | 8              | 144            | 100            | -       | -       | -       | -       | -       | -         | -                 |
| 2017     | 3              | 0              | 5              | 8              | 108            | 132            | -       | -       | -       | -       | -       | -         | -                 |
| 2018     | 6              | 0              | 2              | 8              | 190            | 94             | 3       | 0       | 3       | 53      | 25      | Campioni  | Craigavon Cowboys |
| Totale   | 13             | 0              | 11             | 24             | 442            | 326            | 3       | 0       | 3       | 53      | 25      |           |                   |

Fonti: Enciclopedia del Football - A cura di Massimo Mezzetti

##### IAFL2 Conference
| Stagione | regular season | regular season | regular season | regular season | regular season | regular season | playoff | playoff | playoff | playoff | playoff | playoff   | playoff    |
|          | Vin            | Par            | Per            | Tot            | PF             | PS             | Vin     | Per     | Tot     | PF      | PS      | risultato | avversaria |
| -------- | -------------- | -------------- | -------------- | -------------- | -------------- | -------------- | ------- | ------- | ------- | ------- | ------- | --------- | ---------- |
| 2015     | 0              | 1              | 1              | 2              | 0              | 30             | -       | -       | -       | -       | -       | -         | -          |
| Totale   | 0              | 1              | 1              | 2              | 0              | 30             | -       | -       | -       | -       | -       |           |            |

Fonti: Enciclopedia del Football - A cura di Massimo Mezzetti

### Riepilogo fasi finali disputate
| Anno           | Luogo       | Evento                   | Fase del torneo | Incontro                                   | Risultato |
| 25 luglio 2010 | Santry      | IAFL                     | Semifinale      | Dublin Rebels - West Dublin Rhinos         | 65 - 0    |
| 24 giugno 2012 | Castleknock | IAFL                     | Wild Card       | West Dublin Rhinos - Carrickfergus Knights | 2 - 7     |
| 20 luglio 2014 |             | Shamrock Bowl Conference | Wild Card       | UL Vikings - West Dublin Rhinos            | 20 - 6    |
| 12 agosto 2018 |             | IAFL1 Conference         | IAFL1 Bowl      | West Dublin Rhinos - Craigavon Cowboys     | 16 - 14   |

## Palmarès
- 1 IAFL1 Bowl (2018)